# Pempheris ornata
Pempheris ornata is een straalvinnige vissensoort uit de familie van bijlvissen (Pempheridae). De wetenschappelijke naam van de soort werd voor het eerst geldig gepubliceerd in 1996 door Mooi & Jubb.